# 特拉曼代
特拉曼代（葡萄牙語：Tramandaí）:879是巴西南大河州的一个市镇。总面积143.918平方公里，总人口39950人，人口密度277.6人/平方公里。